# Khabbab ibn al-Aratt
Khabbāb ibn al-Aratt (in arabo  خبّاب بن الأرت بن جندلة بن سعد بن خزيمة ‎?; Najd, 588 – Kufa, 657 o 659) è stato un Sahaba arabo, originario del Najd.
Khabbāb b. al-Aratt b. Jandala b. Saʿd b. Khuzayma, del clan dei Banū Kaʿb b. Saʿd b. Zayd Manāt della tribù dei Banū Tamīm b. Murra del Najd, fu tra le prime dieci persone a convertirsi all'Islam

## Gioventù
Esistono varie e difformi tradizioni intorno a lui e quella qui esposta è quella fatta propria dai discendenti.

Secondo essa Khabbāb ibn al-Aratt, originario di Kaskar sarebbe stato rapito da un gruppo dei Banū Rabīʿa e portato a Mecca per venderlo come schiavo, prima che Maometto cominciasse la sua missione di profeta nel 610, quando Khabbāb aveva meno di 10 anni. Un'incursione di beduini arabi lo avrebbe rapito e venduto su uno dei tanti mercati di schiavi presenti nell'Arabia.

Passò così di mano in mano finché giunse a Mecca, nel locale mercato di uomini.
Una donna di nome Umm Anmār bint Sibāʿ, appartenente al clan dei B. Khuzāʿa dei Quraysh di Mecca, voleva comprare qualcuno che la aiutasse nelle varie incombenze domestiche. Esaminò quindi i volti delle persone in vendita in un dato giorno e gli occhi le caddero su Khabbāb. Vide quanto era forte, di robusta corporatura e di evidente intelligenza. Non avendo bisogno di altro lo comprò, portandoselo nella propria abitazione.
Umm Anmār lo affidò a un fabbro per l'apprendistato, mirante a imparare la tecnica di forgiatura di spade. 
Khabbāb imparò rapidamente e divenne in breve padrone della sua arte. Quando fu abbastanza esperto, Umm Anmār acquistò una bottega per lui, con tutti gli strumenti necessari per fabbricare spade. Nel giro di poco tempo Khabbāb divenne famoso a Mecca per l'eccellente qualità dei suoi lavori e la gente amava avere a che fare con lui per la sua onestà e integrità. Umm Anmār realizzò grandi guadagni grazie al suo schiavo e ne sfruttò appieno il talento.
A dispetto della sua giovane età, Khabbāb mostrò un'intelligenza e una saggezza non comune. Spesso, finito il suo lavoro e lasciato a se stesso, rifletté sullo stato della società meccana e araba in genere, che gli sembrava corrotta, ignorante e violenta. Dal momento che di quest'ultima gli era capitato di rimanere vittima, egli una volta concluse:
"Dopo questa notte di oscurità, ci deve essere l'alba."
confidando in un futuro più luminoso.

## Islam
Presto in città Maometto si mise a predicare l'Islam, affermando che nessuno meritava di essere venerato e adorato, salvo Allah, creatore e reggitore dell'universo.
Maometto invocò la fine dell'ingiustizia e dell'oppressione e criticò aspramente le pratiche delle classi più ricche nell'accumulare beni a spese dei poveri e dei diseredati. Maometto denunciò i privilegi aristocratici e il loro stile di vita, richiamando la necessità di un nuovo ordine basato sul rispetto per la dignità umana e la compassione per i più derelitti (orfani, vedove, viandanti e bisognosi).
A Khabbāb, tutto ciò apparve come un raggio di luce, in grado di scacciare le tenebre dell'ignoranza. Prestò maggior ascolto alle prediche di Maometto e senza esitare afferrò la mano di Maometto in segno di riconoscimento, attestando che "Non c'è altra divinità se non Allah e Muḥammad è il Suo servo e il Suo messaggero".
Khabbāb non nascose la sua accettazione dell'Islam e quando la notizia giunse all'orecchio della sua padrona, ella s'infuriò. Si recò quindi dal padre, Sibāʿ b. ʿAbd al-ʿUzzā al-Ghubshānī, un confederato (ḥalīf) dei Banū Zuhra che guidava una banda di giovani dei Banū Khuzāʿa e insieme si recarono da Khabbāb. Lo trovarono completamente intento nel suo lavoro di fabbro. Sibāʿ gli si piazzò davanti e gli disse:
"Abbiamo sentito alcune novità che ti riguardano, alle quali non crediamo".
"Cosa?" disse Khabbāb.
"Ci hanno riferito che tu hai abbandonato la tua religione e che ora segui quell'uomo dei Banū Hāshim".
"Non ho abbandonato la mia religione" replicò calmo Khabbāb. "Io credo soltanto in un unico Dio che non ha compagni. Respingo i vostri idoli e credo che Muḥammad sia il servo di Allah e il Suo Messaggero".
Non appena egli ebbe parlato in tal modo Sibāʿ e il suo gruppo gli saltò addosso e fu da essi colpito con pugni e aste di ferro che lo lasciarono svenuto in terra, col sangue che gli fuoriusciva dalle ferite ricevute.
La notizia di quanto accaduto si diffuse a Mecca immediatamente, stupendo la gente. Nessuno aveva ancora sentito di seguaci di Maometto che avessero avuto l'audacia di annunciare il fatto con franchezza e fiducia in sé e negli altri.
La questione colpì i capi dei Quraysh. Essi non si aspettavano che un fabbro, schiavo di una persona di condizione libera e senza alcuna possibilità di vedersi assicurata la propria incolumità (amān) d un clan di Mecca, fosse abbastanza coraggioso da sfidare l'autorità riconosciuta, denunciando la falsità dei loro idoli e respingendo la religione dei loro antenati. Essi temevano che questo avrebbe potuto determinare un precedente pericoloso per le istituzioni oligarchiche della città. Il coraggio di Khabbāb impressionò peraltro molto dei suoi amici, spingendoli ad annunciare a loro volta l'accettazione dell'Islam. Uno dopo l'altro essi annunciarono quindi la loro conversione alla nuova fede, anche se i numeri restarono per oltre un decennio assai scarsi, tanto che al momento di partire con l'Egira per Yathrib il numero dei musulmani arrivava a stento alla settantina.
Nel Ḥaram (l'area che circondava la Kaʿba) i leader dei Quraysh presero a discutere il problema costituito da Maometto. Tra loro figuravano Abū Sufyān ibn Ḥarb, al-Walīd b. al-Mughīra e Abū Jahl.
Decisero che ogni clan avrebbe dovuto punire almeno un seguace di Maometto che fosse esistito al loro interno, per intimidire il Profeta e dissuadere i Meccani dal seguirne le indicazioni.
Il padre di Umm Anmār s'incaricò di fare la sua parte, portando Khabbāb all'aperto, sotto il sole cocente, senza dargli acqua, portandolo quasi alla morte per disidratazione, ma l'uomo ancora volle sfidare lui e i suoi compagni:
"Che ci dici di Maometto?" dissero quelli
"È il Servo di Dio e il Suo Messaggero. È venuto tra noi con la religione che ci guida e dice il vero, per portarci dalle tenebre alla luce."
Divennero sempre più furiosi ad ascoltare quella risposta ma gli chiesero ancora cosa dicesse di Allāt e al-'Uzza
"Sono due idoli, sordi e muti, che non possono causare danni o portare alcun beneficio..."
Sempre più infuriati, i suoi aguzzini avrebbero voluto prendere una grande pietra resa bollente dal sole e mettergliela sulla schiena. Le sofferenze di Khabbāb e la sua angoscia erano enormi, ma egli non volle ritrattare quanto detto, malgrado fosse anche costretto a sdraiarsi su carboni ardenti.
La disumanità di Umm Anmār non fu minore di quella del padre.
Una volta, quando Khabbāb era al lavoro nella bottega, Umm Anmār vide Maometto parlare con Khabbāb. Divenne talmente infuriata che, per vari giorni, ogni volta che andava da Khabbāb lo affliggeva mettendogli sulla testa una barra di ferro incandescente. Il dolore era talmente intenso che il poveretto perdeva spesso i sensi.
Per sua fortuna, Khabbāb fu infine venduto ad Abū Bakr, che gli restituì la libertà.

## La conversione di ʿUmar
Khabbāb recitava sovente il Corano a Fāṭima bt. al-Khaṭṭāb (la sorella di ʿUmar b. al-Khaṭṭāb) e a suo marito Saʿīd b. Zayd b. ʿAmr b. Nawfal, cugino di ʿUmar.
Un giorno, ʿUmar (feroce avversario dell'Islam) affermò di voler dare una sonora lezione a Maometto ma un suo cugino, Nuʿaym b. ʿAbd Allāh, segretamente convertitosi, per distoglierlo dal suo proposito gli disse di pensare semmai a quello che accadeva all'interno della sua stessa casa. Alla domanda di essere più chiaro, l'amico gli rivelò delle letture di Khabbāb. Infuriato, ʿUmar si precipitò a casa e, mentre il marito di Fāṭima e Khabbāb si nascondevano, affrontò prima Saʿīd, colpendolo, e colpendo poi anche la sorella che tentava di dividerli, tanto da farle sgorgare il sangue dal volto.
Immediatamente pentitosi per quell'atto di autentica viltà, chiese in tono più mite a Fāṭima di fargli leggere ciò che stavano leggendo al momento della sua irruzione. La sorella pretese che si lavasse le mani e poi gli consegnò i fogli, che costituivano i primi 8 versetti della Sūra XX, detta Ṭā-Hā.

Leggendoli (era un provetto kātib), fu anch'egli folgorato dalle parole e, ancor più, dai concetti sottesi e decise all'istante di convertirsi anche lui. Lo farà nella Dar al-Arqam.

I versetti dicevano:
(Trad. di A. Bausani)

## L'Egira e la sua attività da musulmano libero
Khabbāb effettuò con la settantina di uomini musulmani di Mecca l'Egira e a Medina fu accolto con generosità e grande ospitalità dagli Anṣār.
Combatté coi suoi compagni di fede già a Badr e a Uhud, dove il suo vecchio padrone Siba' ibn 'Abd al-'Uzza trovò la morte per mano dello zio di Maometto Ḥamza b. ʿAbd al-Muṭṭalib, che poi fu però ucciso da Waḥshī.

## Ultimi anni di vita
ʿAbd Allāh b. Masʿūd, una delle massime autorità relativamente al Corano, chiedeva non di rado consiglio a Khabbāb in materia di fede.
Negli ultimi anni di vita, Khabbāb divenne una persona abbiente. Quando ricevette dal Califfo che aveva convertito una congrua pensione, egli collocò l'ammontare di cui disponeva in una parte della sua casa, ben nota ai poveri, a loro completa disposizione, senza chiedere che essi giustificassero quanto prelevavano per le loro emergenze. Diceva di agire in tal modo per timor di Dio, preoccupandosi che gli fosse chiesto conto della sua egoistica ricchezza nell'Aldilà.
Morì sotto il califfato di ʿAlī b. Abī Ṭālib e il Comandante dei Credenti si recò immediatamente sul luogo della sua inumazione pronunciando le lodi del defunto per la sua vita assolutamente specchiata e di esempio per tutti i musulmani.